# ورزشگاه ترنر
ورزشگاه ترنر یک ورزشگاه فوتبال در شهر بئرشبع اسرائیل است که به نام یاکوف ترنر نامگذاری شده است. این ورزشگاه ۱۶۱۲۶ نفر گنجایش دارد و در سال ۲۰۱۵ افتتاح شده‌است. این مکان ورزشگاه خانگی باشگاه فوتبال هاپوئل بئرشبع است.